# 圣詹姆士广场

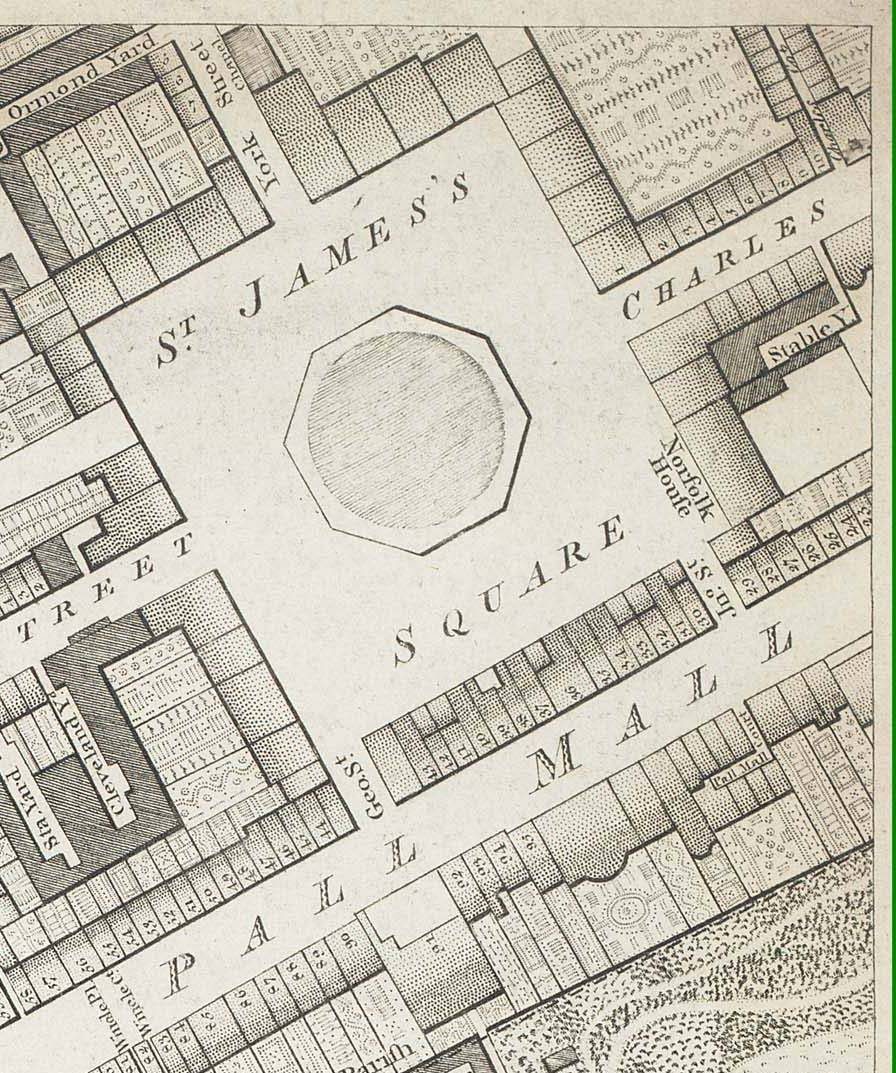
1799年伦敦地图上的圣詹姆士广场。

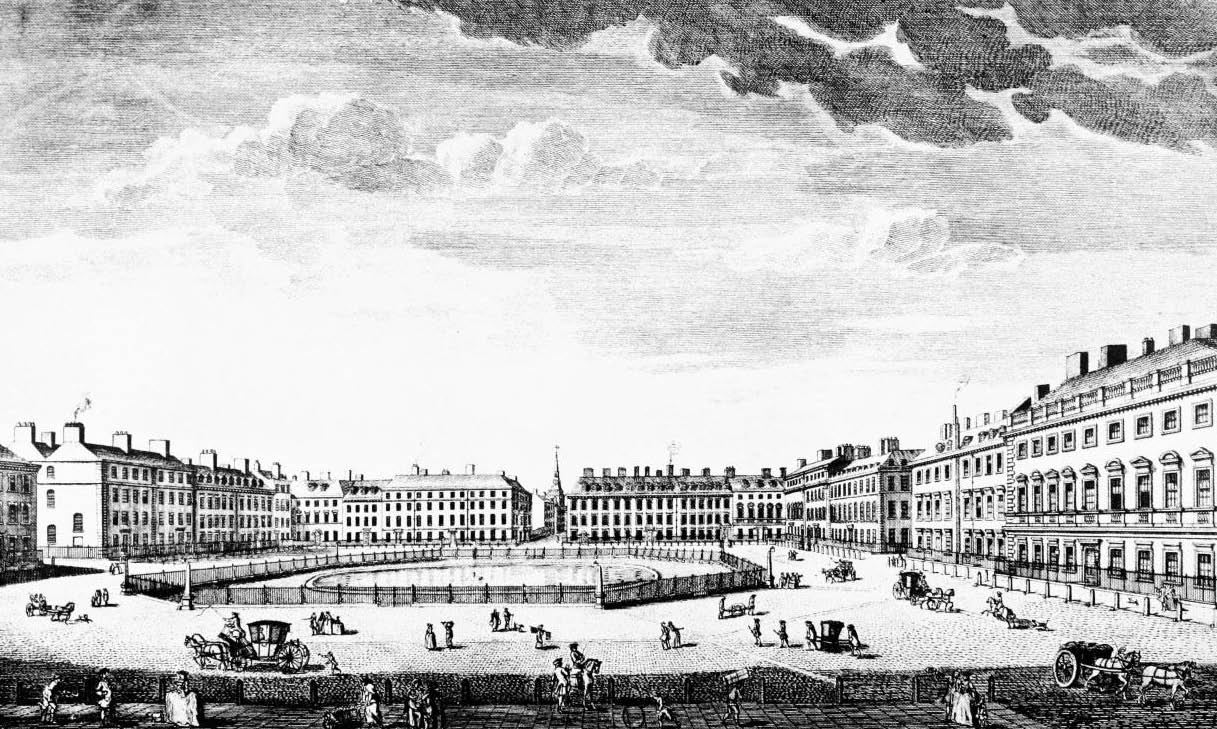
1752年左右的圣詹姆士广场。

圣詹姆士广场（St. James's Square）位于伦敦西敏，是圣詹姆士区内唯一的广场。广场中心的花园不对公众开放，周围的建筑多为乔治风格（Georgian architecture）或新乔治风格（Colonial Revival architecture）。在最初的两百来年里，它一直是伦敦最时尚的社区之一。如今，在圣詹姆士广场安家的机构五花八门，有伦敦图书馆（London Library），有以会籍严格著称的绅士俱乐部东印度会，还有英国石油、力拓集团等知名企业的公司总部。广场的主要标志是位于花园中心的威廉三世骑马塑像。

## 广场历史

### 17世纪
1662年，查理二世延长了圣詹姆士区槌球球场的土地租期。这个地段来往怀特霍尔宫和圣詹姆士宫都很方便。新租约授权圣奥尔本斯伯爵一世亨利·杰明（Henry Jermyn, 1st Earl of St Albans）开发使用土地直到1720年。伯爵又进一步游说国王赋予未来业主以完全的土地产权，否则就可能无法吸引社会上流的贵族阶层来此安家。1665年，国王同意将广场及其毗邻地区的土地产权授予伯爵托管。按照当时的通行办法，房屋都由业主自行安排设计和建造。广场东、北、西三边的房地产项目很快售罄。

### 18世纪

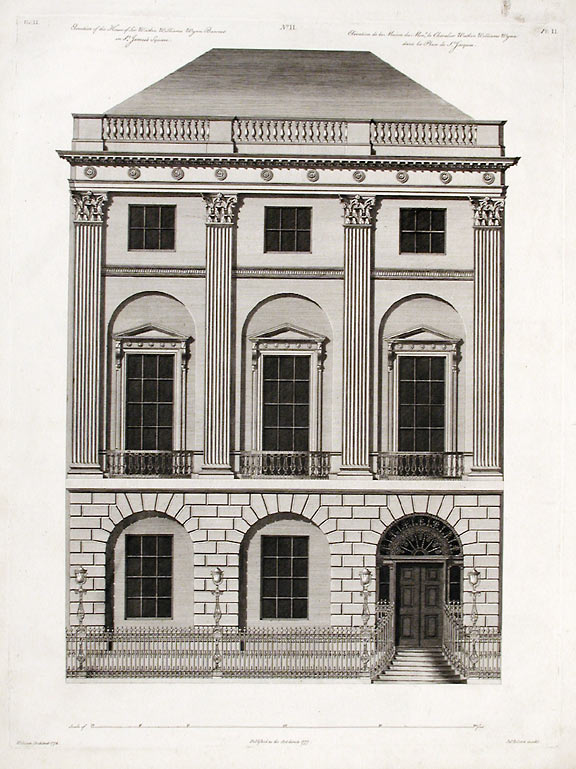
罗伯特·亚当设计的广场20号立面图。

1720年代的圣詹姆士广场上，一度住着7位公爵和7位伯爵。这里有几栋让伦敦人最感歆羡的房屋。与西区（West End of London）其它时尚地段的建筑相比，它们看起来也没有什么特别之处。然而，这种印象并不可靠。实际上，它们的开间、层高和进深都比一般的房屋宽绰许多。再经过巧妙的设计，房屋的容量就相当可观。马修·别廷翰、罗伯特·亚当和约翰·索恩等不同时代的建筑大师们，都曾经参与过广场部分建筑的室内设计。
相对来说，广场南边的建筑就比较逊色。它们的进深只有60英尺，平均开间只有11英尺。它们最初都朝向南面的蓓尔美尔街，因此不使用圣詹姆士广场的门牌号码。它们没有广场业主委员会的成员资格，也不能自由进出广场花园。广场业主们不止一次地讨论过，要买断和拆除南边的建筑，以打通广场和蓓尔美尔街。可是，这些讨论没有一次付诸实现。

### 19世纪
1830年代，一些绅士俱乐部陆续入驻圣詹姆士广场，广场的性质开始发生变化。1844年，建筑家（Building ）杂志的评论指出，圣詹姆士广场的高尚社区品格日益褪色，与此同时，时尚中心逐渐转移到西敏贝尔格拉维亚（Belgravia）地区。1857年的圣詹姆士广场计有一家银行、一家保险社、两个政府部门、伦敦图书馆、两栋公寓以及三间俱乐部。

### 20世纪
1984年4月17日，在圣詹姆士广场5号的利比亚大使馆，发生了封锁使馆事件。当时的新闻简讯是这样报道事件起因的：
伦敦市中心的利比亚人民委员会 （Libyan People's Bureau）开枪扫射了使馆外的示威群众，导致1名警官身亡、10人严重受伤。枪袭事件发生时，25岁的女警官伊冯·弗莱切尔正在现场帮助维持秩序。她在中枪后被送往西敏医院（Westminster Hospital），终因伤及腹部要害抢救无效身亡。

## 建筑故事
广场1号位于查理二世街（Charles II Street）的北端，此后按照逆时针的顺序依次编号。22号位于西南角乔治街（George Street），已经和蓓尔美尔街上的相邻建筑一起，被陆军和海军俱乐部（Army and Navy Club）的会馆所取代。广场东南的諾福克宮是31号，其北是最后两户32号和33号。位于东南角约翰街（John Street）上的小楼，则和蓓尔美尔街上的毗邻建筑一起，使用广场31A这个编号。
广场南翼的空间狭窄，房屋规模也相对较小。它们多建于19世纪和20世纪，风格比较混杂。在1884年以前，它们统一使用蓓尔美尔街的门牌号码。如今，它们的入口不一，有的在圣詹姆士广场，有的则在蓓尔美尔街。因此，南翼房屋也分别使用不同的街道编号。广场一侧从22A号开始一直到30号，其中若干号码已经失效。

### 东北翼

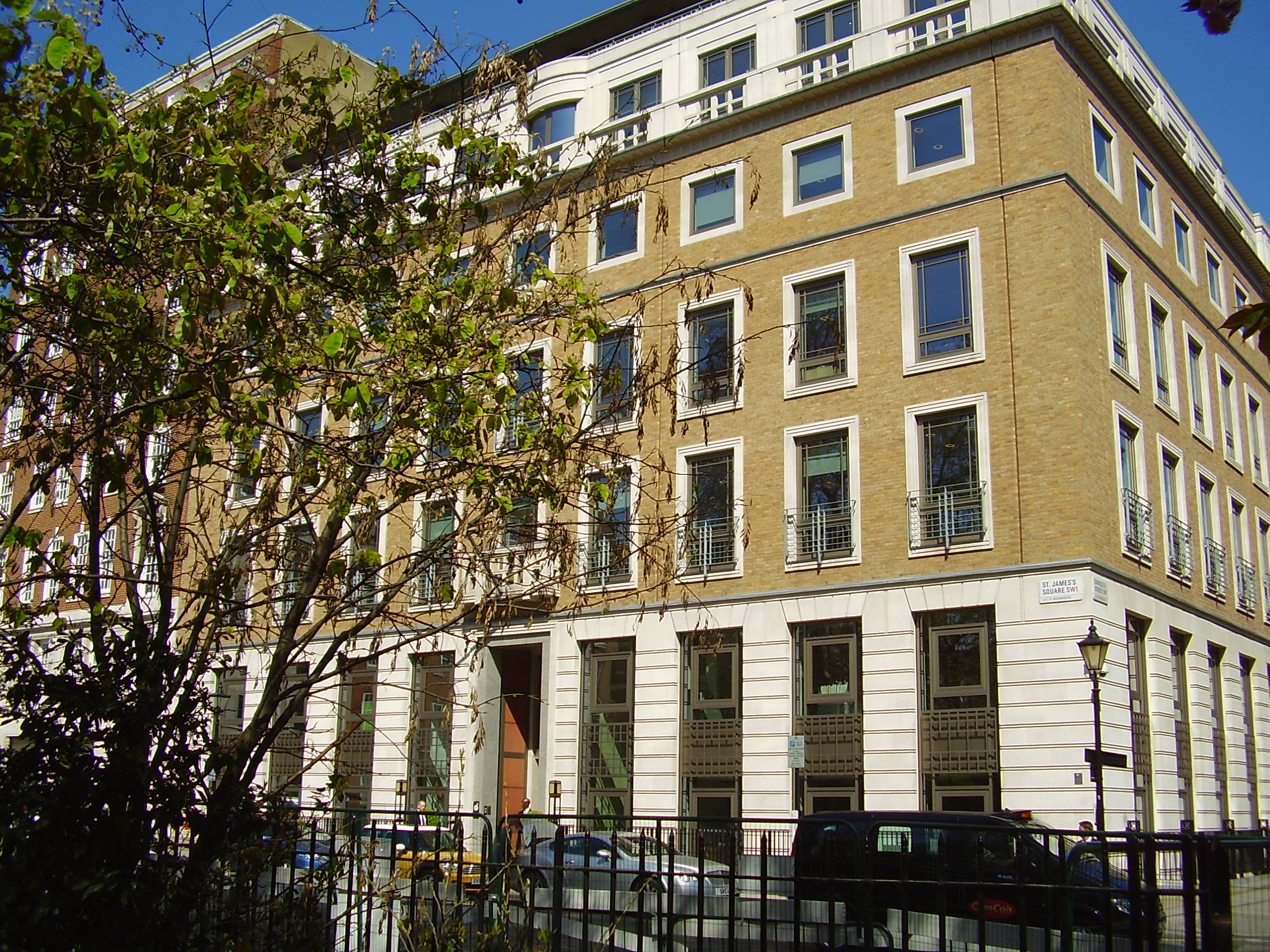
圣詹姆士广场1号英国石油公司总部大楼。

- 1号-2号：1号是英国石油公司的总部大楼。大楼建于2000年，占用了2号和查理二世街上几座临近房屋的地基。其后现代风格迥异于整个街区的乔治风格。它原为爱立信伦敦分公司而建。2001年，英国石油公司以1亿1千7百万英镑的价格买下了大楼。[2]
- 3号：最初的3号曾经频繁易主，其中至少有三位拥有公爵头衔。它作为公寓也曾入住过许多房客。约翰·索恩等多位建筑师参与过3号的设计或装饰。目前，这里是一栋建于1930年代的办公楼。
- 4号：4号是海军和陆军俱乐部（Naval & Military Club）。这座房屋采用爱德华·设菲尔德（Edward Shepherd）设计的乔治风格，建于1726年-1728年间。它是英国国会下院首位女性议员阿斯托子爵夫人南希·阿斯托（Nancy Astor, Viscountess Astor）的故居，也是广场建筑中唯一保留着花园和马厩的房屋。
- 5号：5号初建于1748年-1749年，由马修·别廷翰设计。1854年进行过一次改造，包括更换立面石材、增设一道门厅，并把阁楼也改造为一层楼面。如今，5号也是一间办公楼。在它作为利比亚大使馆期间，发生了1984年封锁使馆事件（1984 Libyan Embassy Siege）。
- 6号：6号是力拓集团总部大楼。这也是一栋现代建筑。
- 7号：7号是埃德温·鲁琴斯设计的新乔治风格建筑，建于1911年。
- 8号：8号是罗伯特·安吉尔和柯蒂斯公司（Robert Angell and Curtis）设计的新乔治风格建筑，建于1939年。2007年11月，7号和8号以1亿2千5百万英镑的价格售出。[3]

### 西北翼
- 9号-11号：9号、10号和11号于1730年代建于奥蒙德府（Ormonde House）故址。奥蒙德府曾经是广场上最大的建筑。亨利·弗特克罗夫特（Henry Flitcroft）督造了10号，9号和11号大概也是他亲手督造的。10号又名漆咸楼，是英国首相老皮特的故居，也是布列辛伯爵一世查尔斯·加德纳（Charles Gardiner, 1st Earl of Blessington）和伯爵夫人玛格丽特·加德纳（Marguerite Gardiner, Countess of Blessington）的故居。
- 12号：12号建于1836年，建筑师可能是托马斯·丘比特。它是拜伦的女儿奥古斯塔·勒芙蕾丝的故居。
- 13号：13号建于1735年-1737年，建筑师可能是马修·别廷翰。它现在是塞浦路斯大使馆。
- 14号：14号从1845年开始就是伦敦图书馆所在。它在1896年-1898年期间进行过重建，之后还扩建了建筑后部。
- 15号：15号建于1764年-1766年，由詹姆士·斯图尔特（James Stuart）设计。1791年前后，萨缪尔·怀厄特（Samuel Wyatt）为它增建了阳台。
- 16号-17号：16号和17号是东印度会会所，建于1865年，由查尔斯·李（Charles Lee）设计。
- 18号：18号于1846年重建，是一栋意大利式建筑，现为公寓。

### 西南翼

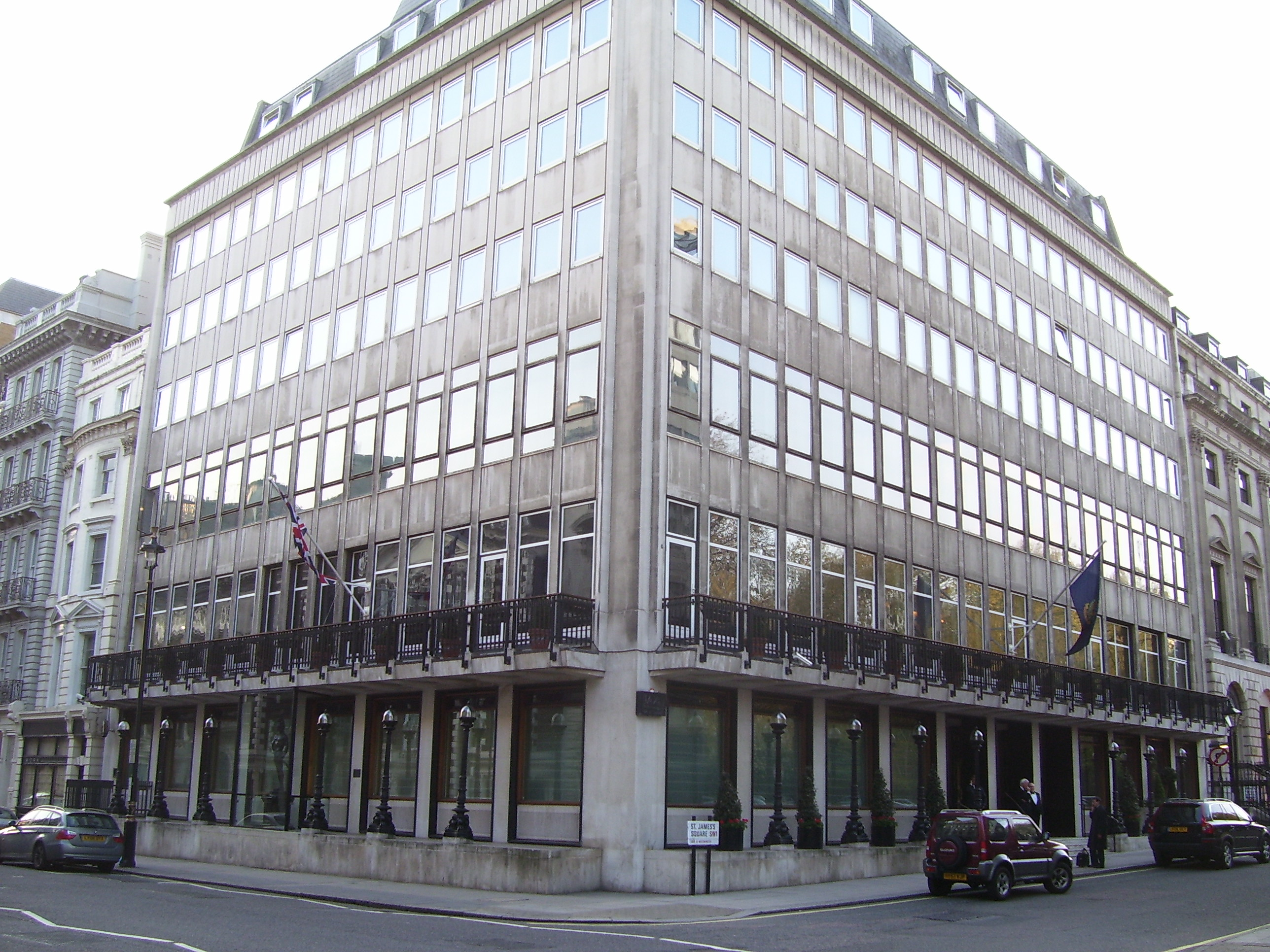
建于广场22号故址上的陆军和海军俱乐部。

- 19号：19号在1720年到1894年期间，一直是克里夫兰公爵（Dukes of Cleveland）家族在伦敦的府邸。1898年-1899年，它被一座新建筑所取代，此后用来办公或者公寓。目前，位于19号的是一座外墙覆盖石材的新办公楼，建于1999年-2000年。
- 20号-21号：20号是罗伯特·亚当最为人称道的小型建筑作品。这是他在1771年-1775年间为沃特金·威廉斯-韦恩爵士（Sir Watkin Williams-Wynn）重新设计和建造的。房屋有三间凸窗、三层楼面和一个阁楼。1936年，南面的21号在重建后与20号合并为一幢建筑。它们的形式统一，正面形成了七个凸窗的开间，屋顶阁楼也被改建成一层完整的楼面。
- 22号：22号的立面百叶装饰非常突出。不过，在1848年-1851年期间，为了建造陆军和海军俱乐部，22号和临近房屋已经被拆除无余了。目前的建筑没有什么特色，是20世纪中叶的风格。

### 南翼
- 22A号-30号：南翼的建筑没有多少历史或艺术的价值。值得一提的是，在南翼的西端，曾经有一座壮观的会所大楼。拥有百年历史的小卡尔顿俱乐部（Junior Carlton Club），就因为轻率地处置了这座大楼，导致会员大量流失，不得不于1977年宣布解散。

### 东南翼
- 31号：31号名为諾福克宮，原是诺福克公爵家族的伦敦府邸。在两次世界大战之间，它被一栋新乔治风格的同名建筑所取代。二战中，它成为美国将军艾森豪威尔的司令部，将军在这里亲自策划了火炬行动和霸王行动。
- 32号：32号建于1819年-1821年，由萨缪尔·佩皮斯·科克雷尔（Samuel Pepys Cockerell）和查尔斯·罗伯特·科克雷尔（Charles Robert Cockerell）兄弟设计建造。房屋后来经过改造，目前用于办公。
- 33号：33号建于1770年-1772年，由罗伯特·亚当设计建造。1817年-1823年，约翰·索恩对它进行了改造。以后，房屋又增建一层并有其它改动，不过，33号的乔治风格基本上得到了保留。它目前也用于办公。

## 相关信息
- 邮政编码：倫敦SW1Y（英语：SW postcode area）
- 地铁车站：皮卡迪利圆环站和格林公园站